# Stilkinger Lehngericht
Das Stillekinger oder Stilkinger Lehngericht war ein regionales mittelalterliches Verwaltungsgericht in der Grafschaft Mark.

## Name
Die Bezeichnung „Stillekinger“, verkürzt „Stilkinger“ bezieht sich auf den Sitz des Gerichts auf dem Lüdenscheider Hof Stilleking (heute noch namensgebend für ein Naturschutzgebiet, siehe Stilleking).

## Funktion
Das ein- oder mehrköpfige Gremium der Lehngerichte wurde eingesetzt vom Grundherrn im Rahmen des Lehnswesens, erfüllte seine richterlichen Aufgaben neben oder anstelle weiterer Vasallenfunktionen – vornehmlich der Heeresfolge – und wurde anteilmäßig entlohnt aus den anfallenden Gerichtskosten. Im Gegensatz zum vererbbaren Amt des Erbrichters behielt beim Lehngericht der Grundherr eine mittelbare Kontrolle über die Niedere Gerichtsbarkeit.
Herr des Stillekinger Lehngerichts war der Ritter Rötger von Neuhoff, welcher das Gericht zur Verwaltung seines Grundbesitzes in und um Lieberhausen einsetzte. Grund für die Wahl Hof Stillekings war einerseits die Nähe zu Schloss Neuenhof, dem Stammsitz des Grundherrn; zum anderen schien Rötger v. Neuhoff Lieberhausen als wenig opportun wegen der in dieser Gegend anhaltenden Zwistigkeiten zwischen Graf Gerhard von der Mark und dessen Bruder Herzog Adolph von Kleve (siehe auch Haus von der Mark). Berufen wurden die Lehnrichter von der Kanzel der Lieberhausener Kirche, über welche die beiden Adelslinien Neuhoff und Neuhoff genannt Ley im Wechsel patronierten.

## Heutige Bedeutung
Die Akten und Urkunden des Stilkinger Lehngerichts stellen heute eine wertvolle Quelle für Erstnennungen oberbergische Orts- und Personennamen dar. So findet eine Vielzahl von Ortschaften hier erstmals (nachweislich) Erwähnung.